# Carnet du cuirassier Destouches
Le Carnet du cuirassier Destouches est un écrit de jeunesse autobiographique de l'auteur Louis-Ferdinand Céline — Louis-Ferdinand Destouches, de son vrai nom. Texte très court, rédigé en novembre et décembre 1913, il est publié en 1965, puis en 1970 à la suite de Casse-pipe.

## Contenu
Le 28 septembre 1912, âgé de 18 ans, Louis-Ferdinand Destouches s'engage pour trois ans au 12e régiment de cuirassiers de Rambouillet. Il y est incorporé le 3 octobre. En août 1913, il est promu brigadier. Il note quelques impressions dans 70 pages d'un carnet en moleskine, probablement en novembre et décembre 1913. Cette esquisse de journal est très courte, puisqu'elle ne représentera que six pages, une fois imprimée.
Le jeune homme livre dans le désordre ses états d'âme. Sa vie militaire ne paraît qu'un « calvaire » jalonné de corvées de fumier, nimbé de « tristesse », de « mélancolie profonde », de « rancœurs », d'« affres » et de « désespoir ». François Gibault note que Destouches « fait silence, dans son Carnet, sur quelques événements, comme s'il ne voulait déjà se souvenir que des épisodes mélancoliques et malheureux ». « Le Carnet du cuirassier Destouches, dit Charles-Louis Roseau, donne à voir une pensée en train de s’éclore » : les illusions, les « fanfaronnades » et l'arrogance d'avant son incorporation sont condamnées ; un scepticisme radical prend possession du futur Céline.

## Parcours du carnet
Au début de la Première Guerre mondiale, en août 1914, le 12e régiment de cuirassiers part au front. Destouches emporte le carnet dans son paquetage. Grièvement blessé près de Poelcappelle en octobre, il doit être transféré en urgence vers un poste de secours. Durant son évacuation, il confie ses effets personnels à Maurice Langlet, un camarade de régiment.
Langlet, ignorant ce qu'est devenu Destouches, conserve le carnet une quarantaine d'années. Ce n'est qu'en 1957, lors de la publication de D'un château l'autre, qu'il fait le lien entre l'auteur de ce livre et son camarade. Il s'efforce de lui restituer son écrit par l'intermédiaire du directeur du journal Le Havre, qui prend contact avec Gallimard, l'éditeur de Céline.
Roger Nimier, conseiller littéraire chez Gallimard, souhaite éditer le texte. Il écrit à Céline : « J'aimerais que nous parlions du petit carnet, de cuirassier, qu'un monsieur veut vous remettre. » Cependant l'auteur s'oppose à toute publication et le Carnet ne paraît que quatre ans après sa mort, en 1965, dans L'Herne, no 5. Il est repris en 1970, à la suite de Casse-Pipe,.